# Pertusaria petrophyes
Pertusaria petrophyes är en lavart som beskrevs av C. Knight. Pertusaria petrophyes ingår i släktet Pertusaria och familjen Pertusariaceae.   Inga underarter finns listade i Catalogue of Life.